# ۱۷ سگ بزرگ
۱۷ سگ بزرگ یک ستاره است که در صورت فلکی سگ بزرگ قرار دارد.